# 岡部光明
岡部 光明（おかべ みつあき、1943年 - ）は、日本の経済学者。慶應義塾大学名誉教授。所属学会は日本経済学会、日本金融学会、日本ファイナンス学会、American Economic Associationなど。

## 専門分野
金融論、国際金融論、マクロ経済学、日本経済論、比較社会経済システム論、アジア太平洋地域研究論、大学教育論

## 略歴

### 学歴
- 1968年 東京大学経済学部卒業
- 1971年 米国ペンシルベニア大学大学院 M.B.A.（経営学修士）取得
- 2000年 慶應義塾大学博士（政策・メディア）取得

### 職歴
- 1968年 日本銀行入行
- 1978年 - 1980年 ロンドン事務所駐在副参事
- 1980年 - 1982年 企画局副調査役
- 1982年 - 1985年 調査統計局調査役
- 1985年 - 1986年 金融研究所調査役
- 1986年 - 1990年 金融研究所研究第1課長
- 1990年 - 1994年 金融研究所参事

### 教職歴
- 1990年 - 1991年 米国ペンシルベニア大学客員講師（経済学部、ウォートン・スクール）
- 1991年 - 1992年 米国プリンストン大学客員講師（ウッドローウィルソンスクール大学院）
- 1992年 - 1994年 豪州マッコーリー大学経済金融学部教授（同大学日本経済研究所長）
- 1994年 - 2007年 慶應義塾大学教授（総合政策学部、大学院・政策メディア研究科）
- 2007年 - 2012年 明治学院大学教授（国際学部）
- 2008年 - 慶應義塾大学名誉教授
- 2010年 - 2012年 明治学院大学大学院国際学研究科長
- 2012年 - 明治学院大学非常勤講師（国際学部、大学院国際学研究科）

## 著書（研究書）
- 『日本企業とM&A-』、東洋経済新報社 2007年5月。
- 『金融市場と日本企業--変革過程の解明--』（執筆中、2006年刊行予定）。
- 『総合政策学--問題発見・解決の手法と実践--』（大江守之・梅垣理郎と共編）、慶應義塾大学出版会、2006年2月。
- 『総合政策学の最先端 I ：市場・リスク・持続可能性』（編）、慶應義塾大学出版会、2003年10月。
- 『経済予測：新しいパースペクティブ』、 日本評論社、2003年8月。
- 『株式持合と日本型経済システム』、慶應義塾大学出版会、2002年1月。
- 『環境変化と日本の金融：バブル崩壊・情報技術革新・公共政策』、 日本評論社、1999年。

（慶應義塾賞受賞）
- 『現代金融の基礎理論：資金仲介・決済・市場情報』、日本評論社、1999年。
- 『経済動向予測と金利予測』、日本証券アナリスト協会、1998年。
- 『コーポレート・ガバナンス：環境変化と日本企業』、慶應義塾大学SFC研究所、

[総合政策学のフロンティア・シリーズ]、1997年。
- 『実践ゼミナール・日本の金融』（鈴木淑夫と共編著）、東洋経済新報社、1996年
- 『金融と政策論理を考える』、西田書店、1992年
- 『金融政策を考える』、西田書店、1988年

## 著書（研究書以外の書物）
- 『私の大学教育論』、慶應義塾大学出版会、2006年10月。
- 『大学生の条件　大学教授の条件』、慶應義塾大学出版会、2002年7月。
- 『大学教育とSFC』、西田書店、2000年。
- 『シドニーから湘南藤沢へ』、西田書店、1996年。